# Disperato amore (album)
Disperato amore è il sesto album in studio del gruppo musicale Zetazeroalfa, pubblicato nel 2010.

## Il disco
Il disco è stato pubblicato ufficialmente il 19 giugno 2010.

## Tracce
1. Scirocco – 1:46
2. Rose rosse dalle camicie nere – 3:13
3. Accademia della sassaiola – 3:36
4. Anche se è giovedì – 3:48
5. A modo mio – 3:44
6. Andrà tutto bene – 4:17
7. Nemesi – 2:24
8. Fino all'ultimo – 4:31
9. Disperato amore – 6:42
10. I guerrieri della scolopendra – 4:39
11. Arremba sempre – 6:11

## Formazione
- Sinevox - voce
- Dr. Zimox - chitarra
- Joey Tucano - chitarra
- John John Purghezio - basso
- Atom Takemura - batteria